# Morinda citrifolia

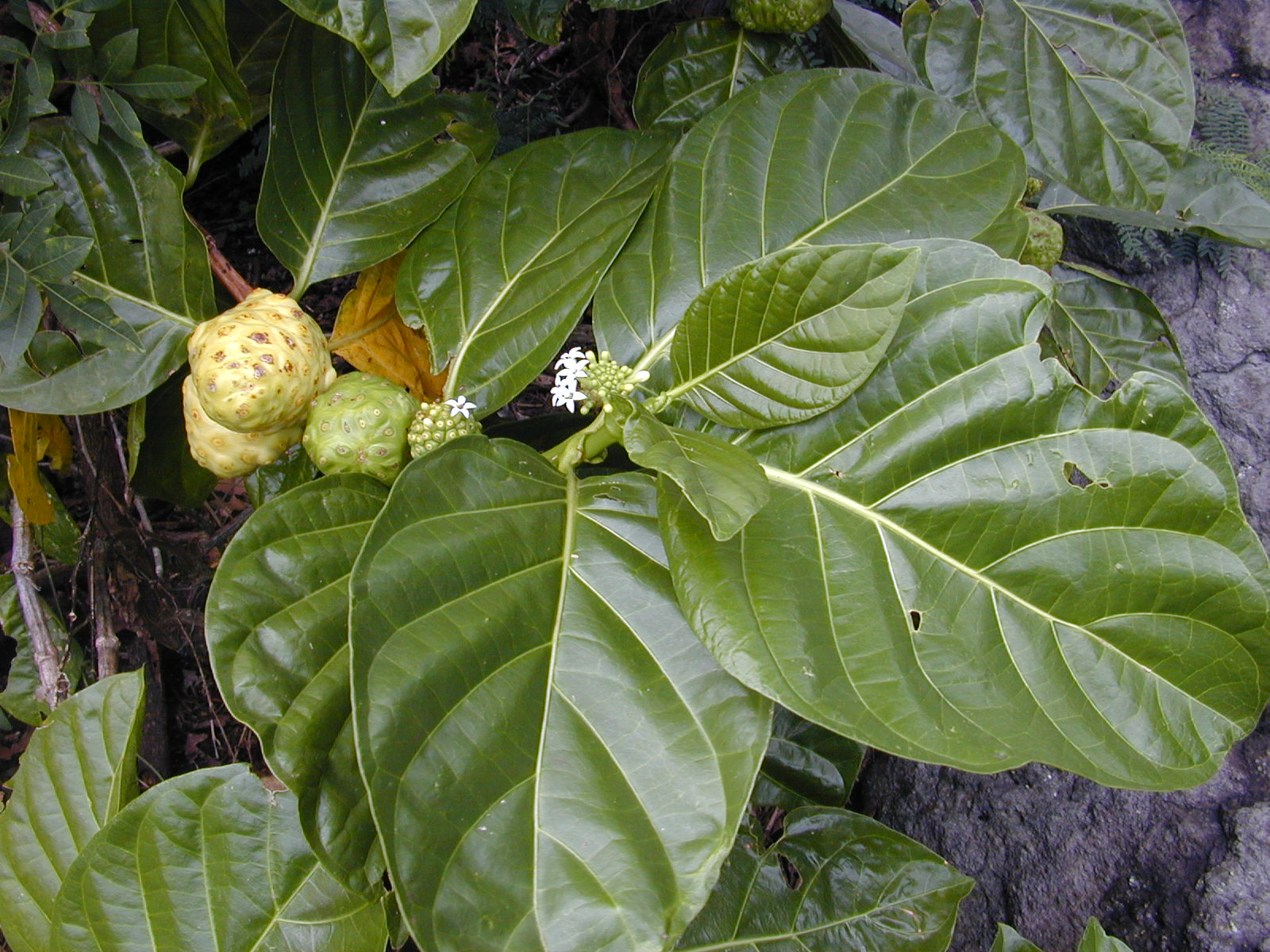
Frunze, flori şi fructe de Morinda citrifolia

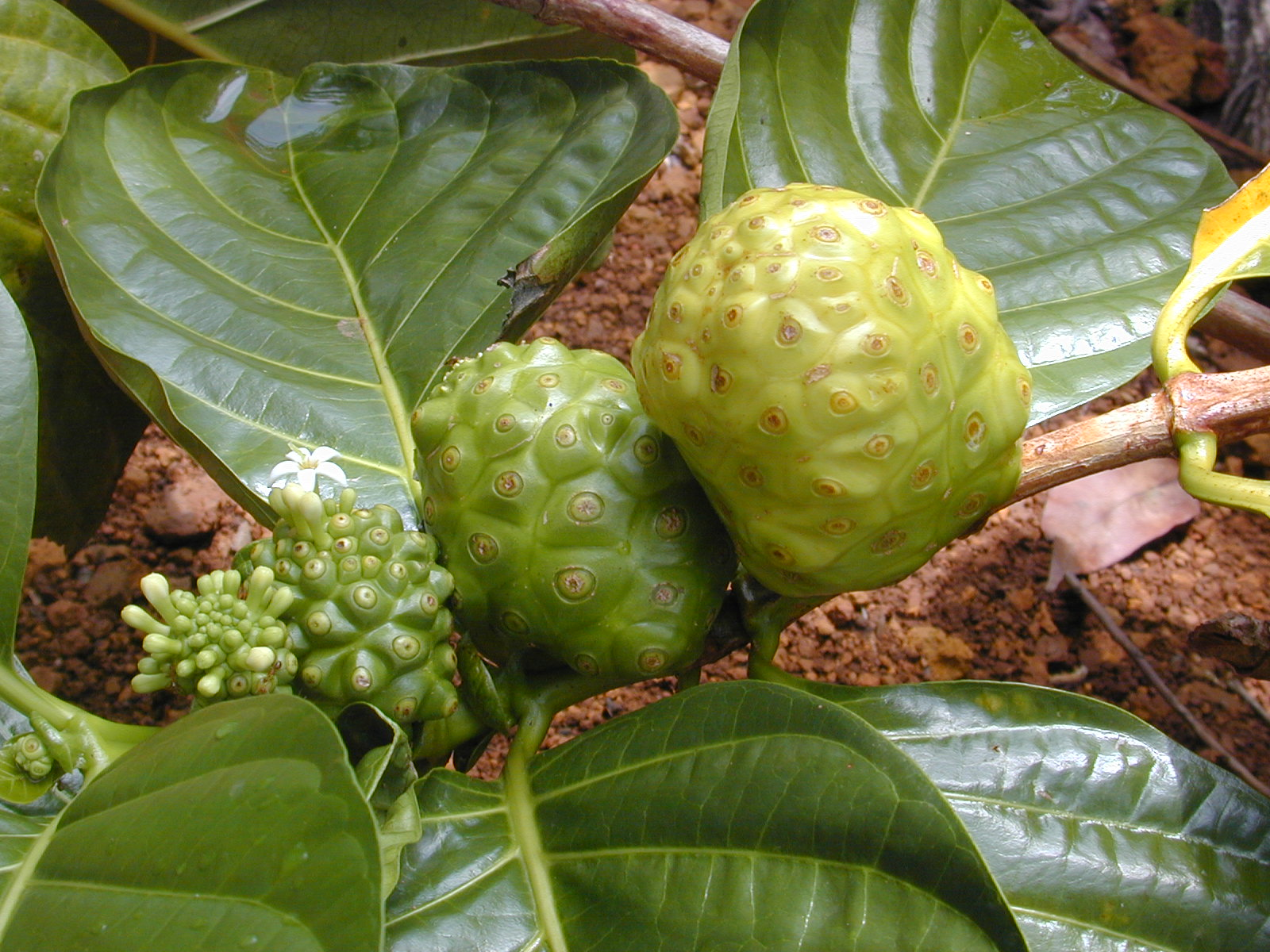
Frunze, flori şi fructe coapte de Morinda citrifolia

Morinda citrifolia, cunoscută sub numele de citrifolia mare, dud indian, nunaakai (Tamil Nadu, India), găluște de câine (Barbados), mengkudu (Malaezia), dud de plajă, fructe de brânză sau noni (din Hawaii) este un arbore din familia cafelei, Rubiaceae. Morinda citrifolia este nativ din Asia de Sud până în Australia.

## Cultivarea și habitatul
Noni crește în pădurile umbroase, precum și pe țărmurile stâncoase deschise sau nisip. Ea ajunge la maturitate în aproximativ 18 luni și apoi dă randamente cuprinse între 4-8 kg (8.8 - 18 lb) de fructe în fiecare lună pe tot parcursul anului. Este tolerant la soluri saline, condiții de secetă, și soluri secundare. Prin urmare, este găsit într-o mare varietate de habitate: terenuri vulcanice, coastele presărate de lavă, și tăieturi sau aflorimente de calcar. Poate crește până la 9 metri (30 ft) înălțime și are frunze mari, simple, verzi închis, strălucitor. Planta are flori și fructe pe tot parcursul anului. Fructul este un fruct multiplu care are un miros înțepător când ajunge la maturitate, și este, prin urmare, de asemenea, cunoscut sub numele de fructe de brânză sau chiar fructe vomă. Este de formă ovală și ajunge la 4-7 cm (1.6 - 2.8 inch) dimensiune. Mai întâi fructele sunt verzi, devin galbene, apoi aproape albe, după cum se coc. Ele conțin multe semințe. Acesta este denumit uneori fructul foamei. În ciuda mirosului puternic și gustului amar, fructele sunt totuși mâncate ca un produs alimentar în unele insule din Pacific, chiar ca și un aliment de bază, fie crude sau fierte. În sud-est asiaticii și aborigenii australieni consumau fructe crude, cu sare sau gătite cu curry. Semințele sunt comestibile atunci când sunt prăjite.
Noni este deosebit de atractiv pentru furnicile țesătoare, care fac cuiburi din frunze de copac. Aceste furnici protejează planta de unele insecte și plante parazite. Mirosul de fructe atrage, de asemenea, lilieci care ajută în dispersarea semințelor.
Arborele crește doar în sălbăticie, în păduri extinse, și fructele trebuie recoltate local, în aceste păduri. Fructele coapte pot fi recoltate 365 de zile pe an. Gustul fructelor este neplăcut. Pentru ca fructele să poată fi folosite la fabricarea de sucuri naturale, gustul este ameliorat prin adăugarea de extract de struguri și afine.

## Nutrienți și fitochimicale
Pulberea de fructe Noni este bogată în carbohidrați și fibre dietetice. Conform Colegiului Tropical de Agricultură și Resurse Umane la Universitatea din Hawaii la Manoa, o mostră de 100 g de pulbere conține glucide 71% și 36% fibre. Proba conține, de asemenea, 5.2% proteine și 1,2% grăsime.
Acești macronutrienți își au reședința în mod evident în pulpa de fruct.
Micronutrienții principali de praf din pasta de noni includ 9.8 mg de vitamina C, 1200 mg per eșantion, precum și 0.048 mg de niacină (vitamina B3), 0.02 mg de fier și 32.0 mg potasiu. vitamina A, calciul și sodiul sunt prezente în cantități moderate.
Atunci când sucul de Noni este singur analizat și comparat cu pudra din pulpă, doar vitamina C se păstrează la un nivel ridicat, 33.6 mg la 100 g de suc.
Deși caracteristica cea mai importantă de nutrienți din pulbere sau suc de pulpă noni are un conținut ridicat de vitamina C, sucul de fructe noni prevede doar aproximativ jumătate din vitamina C, nivelurile de sodiu din sucul de noni (aproximativ 3% din DRI) sunt mai mari în comparație cu o portocală. Deși conținutul de potasiu apare relativ ridicat la noni, acest total este de doar aproximativ 3% din alocația dietetică recomandate și deci nu ar fi considerat excesiv. Sucul de Noni este altfel similar în conținut de micronutriment cu o portocală.
Fructele Noni conțin fitochimicale, inclusiv lignani, oligo- și polizaharide, flavonoide, iridoide, acizi grași, scopoletin, catechine, beta-sitosterol, damnacanthal, și alcaloizi. Deși aceste substanțe au fost studiate pentru bioactivitate, cercetările nu s-au încheiat despre efectele lor asupra sănătății umane.
Aceste fitochimicale nu sunt unice la noni, așa cum există în diferite plante.

## Posibile proprietăți medicinale
Noni a fost evaluată fără succes în studii clinice preliminare pentru posibila utilizare în tratarea cancerului, deși US National Cancer Institute a întreprins în continuare studii preliminare pentru potențialele efecte preventive împotriva cancerului la sân. Din anul 2007, nu au existat alte studii clinice înregistrate cu privire la beneficiile potențiale asupra sănătății sau efecte anti-boală. Așadar noni rămâne nedefinit științific pentru orice efect asupra sănătății umane.

### Medicina tradițională
Aplicațiile în medicina populară nu au fost verificate de știința modernă sau confirmate științific pentru a îmbunătăți sănătatea sau prevenirea bolilor. Deși sunt neacceptate de către știință, fructele verzi, frunzele și rădăcina / rizomii au fost utilizați în mod tradițional pentru a trata crampele menstruale, nereguli intestinale și infecții ale tractului urinar.

## Aplicații de consum
Scoarța de Morinda produce un colorant maro-purpuriu pentru vopsirea baticelor. În Hawaii, colorantul gălbui este extras din rădăcinile sale pentru vopsirea materialelor.
Au existat cereri recente de utilizare a uleiului din semințe de noni, care conține acid linoleic, eventual, util atunci când se aplică local pe piele, de exemplu, anti-inflamație, reducerea acneei, retenția de apă.
Arborele Morinda Citrifolia crește până la 10 m înălțime. Cei mai mari arbori pot furniza o cantitate de două tone de fructe pe lună.